# Сантос, Жорже Элиас дос
Жо́рже Э́лиас дос Са́нтос (порт.-браз. Jorge Elias dos Santos; 6 июня 1991), более известный как Жорже Элиас — бразильский футболист, нападающий.

## Биография
Начинал карьеру на родине в клубах, игравших в низших лигах или на уровне чемпионатов штатов — «Риу-Клару», «Можи-Мирин», «Икаса», «Арапонгас».
В начале 2015 года перешёл в клуб второго дивизиона Австрии «Капфенберг». За два календарных года сыграл 44 матча и забил 21 гол, в том числе однажды сделал хет-трик, однако его команда была середняком соревнований. В сезоне 2015/16 с 10 голами вошёл в топ-10 бомбардиров второй лиги и поделил звание лучшего снайпера своего клуба с Марко Перхтольдом. В осенней части сезона 2016/17 забил 8 голов.
В начале 2017 года перешёл на правах аренды в украинский клуб «Черноморец» (Одесса). Дебютный матч в высшей лиге Украины сыграл 26 февраля 2017 года против «Карпат», а первый гол забил 9 апреля 2017 года в ворота донецкого «Шахтёра». Всего за полсезона сыграл 8 матчей и забил один гол в чемпионате Украины.
Летом 2017 года перешёл в мальтийский «Хибернианс», но забил только 2 гола в 13 матчах чемпионата Мальты и во время зимнего перерыва покинул клуб. Затем выступал в низших лигах Бразилии. В начале 2020 года перешёл в литовский «Паневежис». Обладатель (2020) и финалист (2021) Кубка Литвы. В феврале 2022 года на правах свободного агента перешёл в казахстанский «Тараз».